# 萊維采區
48°12′59″N 18°36′29″E / 48.21639°N 18.60806°E

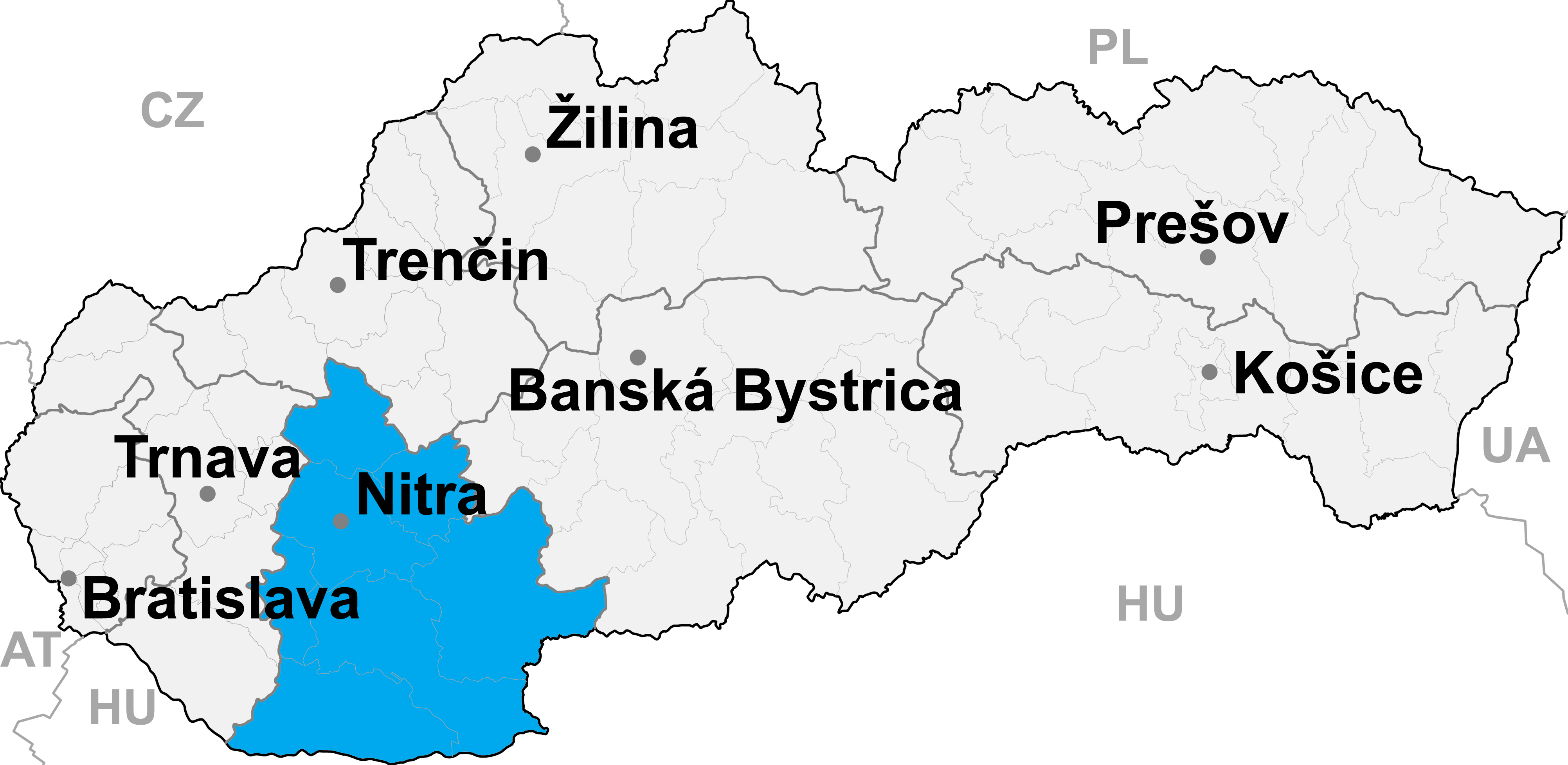

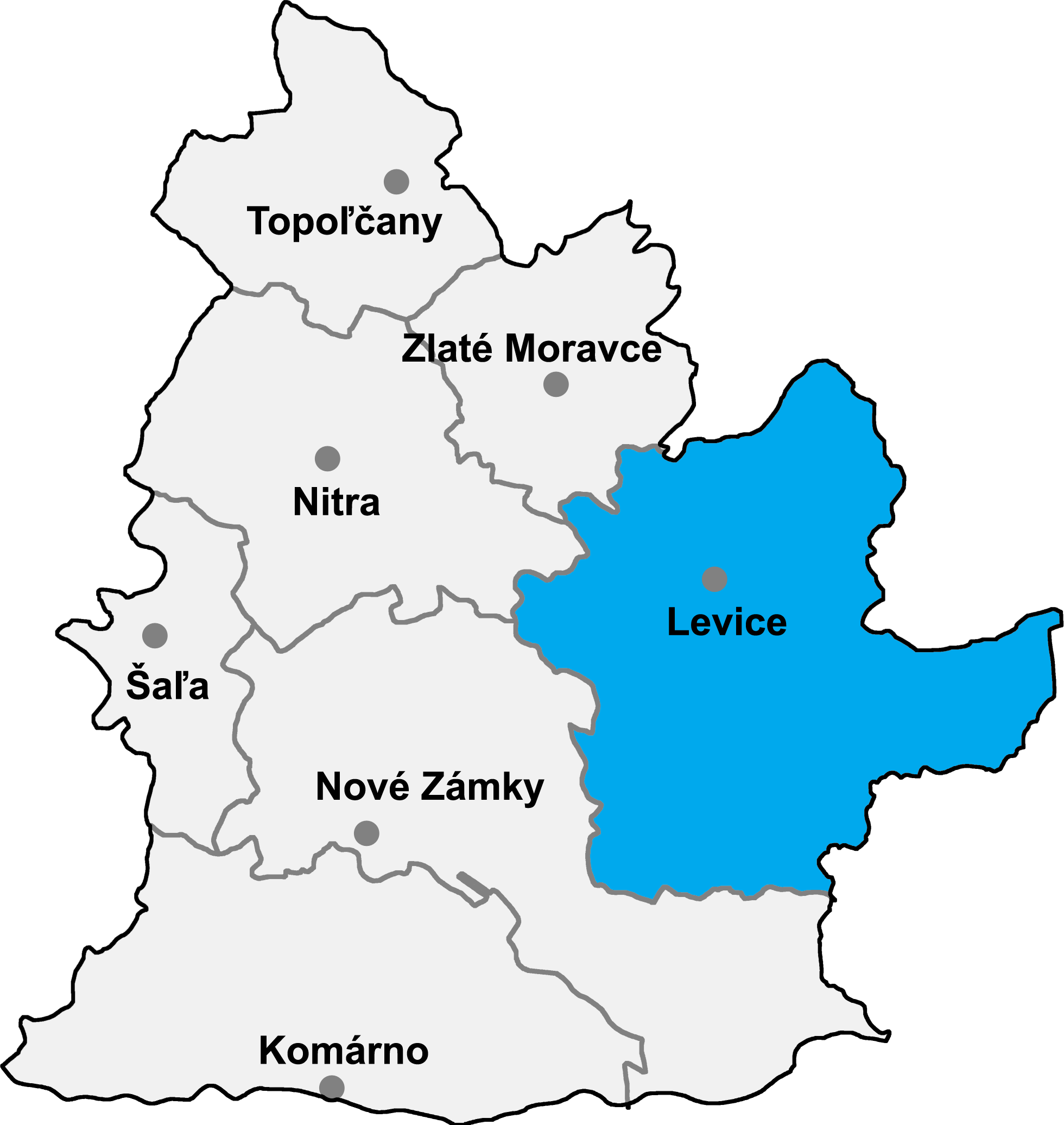

萊維采區，是斯洛伐克的一個區，位於該國西南部，由尼特拉州負責管轄，面積1,551平方公里，2001年該區人口120,021，人口密度每平方公里77人。